# Eutrepsia separata
Eutrepsia separata là một loài bướm đêm trong họ Geometridae.